# Natation à La Réunion
La natation fait partie des sports les plus populaires à La Réunion, une île du sud-ouest de l'océan Indien constituant un département d'outre-mer français. De fait, le comité régional de natation de La Réunion, qui est le comité régional représentant localement la Fédération française de natation, responsable de la natation en France, comptait en 2007 un total de 5 074 licenciés. Ceci fait de la natation le quatrième sport dénombrant localement le plus de licenciés après le football, le tennis et le handball mais devant le  karaté, le judo ou la pétanque.
Le principal événement organisé chaque année par le comité régional est le meeting international de l'océan Indien, qui a connu, lors de certaines éditions récentes, un plateau relevé à l'origine de records de France et d'Europe.